# Narodowy bolszewizm

Flaga narodowych bolszewików

Narodowy bolszewizm (nazbol) – ruch polityczny łączący w sobie elementy nacjonalizmu i bolszewizmu.

## Historia
Ruch narodowo-bolszewicki narodził się w latach 20. XX w. wśród rosyjskiej emigracji porewolucyjnej, której część zaczęła skłaniać się ku kompromisowi z bolszewikami (publikacja „Smiena Wiech” 1921). W tym samym okresie w Niemczech na fali oporu przeciw traktatowi wersalskiemu pojawiła się nacjonalbolszewicka grupa „Widerstand” Ernsta Niekischa. We Francji Jacques Doriot, do 1934 r. członek KC Francuskiej Partii Komunistycznej, w 1936 r. założył Francuską Partię Ludową (Parti Populaire Francaise), która początkowo głosiła hasła „niezależnego komunizmu” i Frontu Ludowego, by wkrótce przejść na pozycje faszystowskie. We Włoszech Nicola Bombacci, jeden z założycieli Włoskiej Partii Komunistycznej, został usunięty z niej w 1927 r. za skłonność do kompromisu z reżimem faszystowskim; w 1936 r. założył pismo „La Verita”, a w latach 1943–1945 był ideologiem Włoskiej Republiki Socjalnej. W Turcji jesienią 1920 r. z inicjatywy Kemala Paszy utworzona została prorządowa Turecka Partia Komunistyczna, głosząca ideologię „tureckiego komunizmu”.
W latach 60. XX w. zbliżony do nacjonalbolszewizmu charakter miała działająca we Włoszech „nazi-maoistowska” organizacja Lotta di Popolo, a w latach 70. doszło do zbliżenia niektórych grup niemieckiej Nowej Prawicy z maoistowską Komunistyczną Partią Niemiec (Marksistowsko-Leninowską).

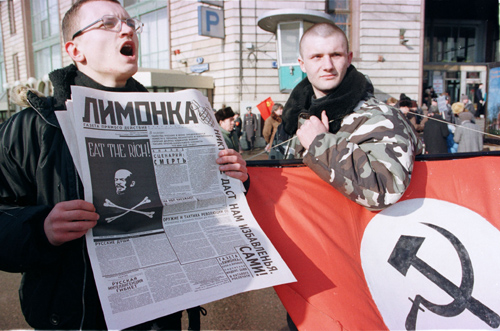
Narodowi bolszewicy w Rosji (2006)

Na początku lat 90. ruch nacjonalbolszewicki odrodził się w Rosji pod postacią Partii Narodowo-Bolszewickiej Eduarda Limonowa, przekształconej w 2010 roku w partię polityczną Inna Rosja. W Polsce o narodowy bolszewizm jest oskarżana Falanga.

## Ideologia
W odróżnieniu od narodowego komunizmu nacjonalbolszewizm nie odwołuje się do marksizmu. Jego ideologia nawiązuje bezpośrednio do filozofii Hegla, którego uważa za ojca idealizmu. Narodowy bolszewizm przeciwstawia się liberalizmowi zarówno w sprawach ekonomicznych (element „lewicowy”), jak i sferze kulturowej (element „konserwatywny”), dodatkowo opowiadając się za rewolucyjnym nacjonalizmem. Ponadto narodowi bolszewicy są na ogół zwolennikami „sojuszu ekstremów” (współpracy ruchów nacjonalistycznych i tradycjonalistycznych z rewolucyjną lewicą przeciwko liberalnej demokracji, systemowi kapitalistycznemu i imperializmowi). Dodatkowo ruch ten jest skrajnie antysyjonistyczny i antyamerykański („przeciw Wall Street”). Obecne rosyjskie ruchy narodowo-bolszewickie, pod wpływem rodzimych idei geopolitycznych, opowiadają się za ideą eurazjatyzmu, głoszącego odrębność kulturalną i geopolityczną ziem byłego ZSRR oraz Imperium Rosyjskiego od Europy i Azji.